# Josep Baburés i Grabulosa
Josep Baburés i Grabulosa (la Vall de Bianya, 14 d'agost del 1880 - Sabadell, 3 de desembre del 1952) fou un sacerdot escolapi i meteoròleg català.

## Biografia
Alumne de l'Escola Pia d'Olot, ingressà en aquest orde i hi professà el 16 d'agost de 1894. Va ser ordenat sacerdot el 26 de desembre de 1900. Passà tota la seva vida de mestre a l'Escola Pia de Sabadell, excepte quatre anys que residí a Castellar del Vallès.
Adquirí coneixements científics i es dedicà principalment a tenir cura de l'observatori meteorològic instal·lat al col·legi sabadellenc. No sols recollí i publicà les dades meteorològiques, sinó que va ser consultat per a estudis com el de la construcció de ferrocarril de Sabadell a Terrassa, la ubicació del sanatori de Torrebonica, per companyies d'assegurances sobre pedregades, pel subministrament d'aigua a la ciutat.
Publicà algunes de les observacions que van més enllà de les dades del temps de cada dia. L'Ajuntament de Sabadell li atorgà la Medalla de Plata de la Ciutat el 27 de gener de 1943. Era soci de la Fundació Bosch i Cardellach. L'Orfeó Català el guardonà per l'aportació de més de cent cinquanta cançons populars inèdites de folklore català.

## Obres
- "Historial del Observatorio Meteorológico del Colegio de Sabadell". A: Sabadellum, Sabadell (febrer 1961), p. 26-28; (juny 1962), núm. 2, p. 58-60.
- '"Disertación sobre la meteorología con noticias de los observatorios de los colegios escolapios'". A: Sabadellum, Sabadell (febrer 1962), núm. 1, p. 17-19.
- "El observatorio meteorológico de las Escuelas Pías [Diario del observatorio]". A: Sabadellum, Sabadell (juliol 1964), núm. 2; p. 151-156; (octubre 1964), núm. 3; p. 179-184; (febrer 1965), núm. 1; p. 208-211; (juliol 1965), núm. 2; p. 241-243; (octubre 1965), núm. 3; p. 280-282; (març 1966), núm. 1, p. 14-15; (juliol 1966); núm. 2, p. 49-51; (novembre 1966), núm. 3; p. 73-76; (març 1967), núm. 1; p. 107-109; (juliol 1967), núm. 2; p. 138-140, (novembre 1967), núm. 3, p. 167-168; (març 1968), núm. 1; p. 199-201; (juliol 1968), núm. 2; p. 233-235.